# كأس ألمانيا 1952–53
كأس ألمانيا 1952–53 (بالألمانية: DFB-Pokal 1952/53)‏ هو الموسم 10 من كأس ألمانيا. أشرف على تنظيمه اتحاد ألمانيا لكرة القدم، وكان عدد الأندية المشاركة فيه 32، وفاز فيه روت فايس إيسن.